# Фальконе, Этьен Морис
Этье́н Мори́с Фальконе́ (фр. Étienne Maurice Falconet; 1 декабря 1716, Париж, Королевство Франция — 24 января 1791, там же) — французский скульптор, рисовальщик и теоретик искусства. Один из крупнейших мастеров миниатюрной и монументальной скульптуры эпохи позднего рококо и неоклассицизма, автор композиции памятника российскому императору Петру I в Санкт-Петербурге — так называемого «Медного всадника». Академик (с 1754; ассоциированный член с 1744) и ректор (с 1783) Королевской Академии живописи и скульптуры в Париже, почётный вольный общник Императорской Академии художеств в Санкт-Петербурге (с 1767).

## Биография

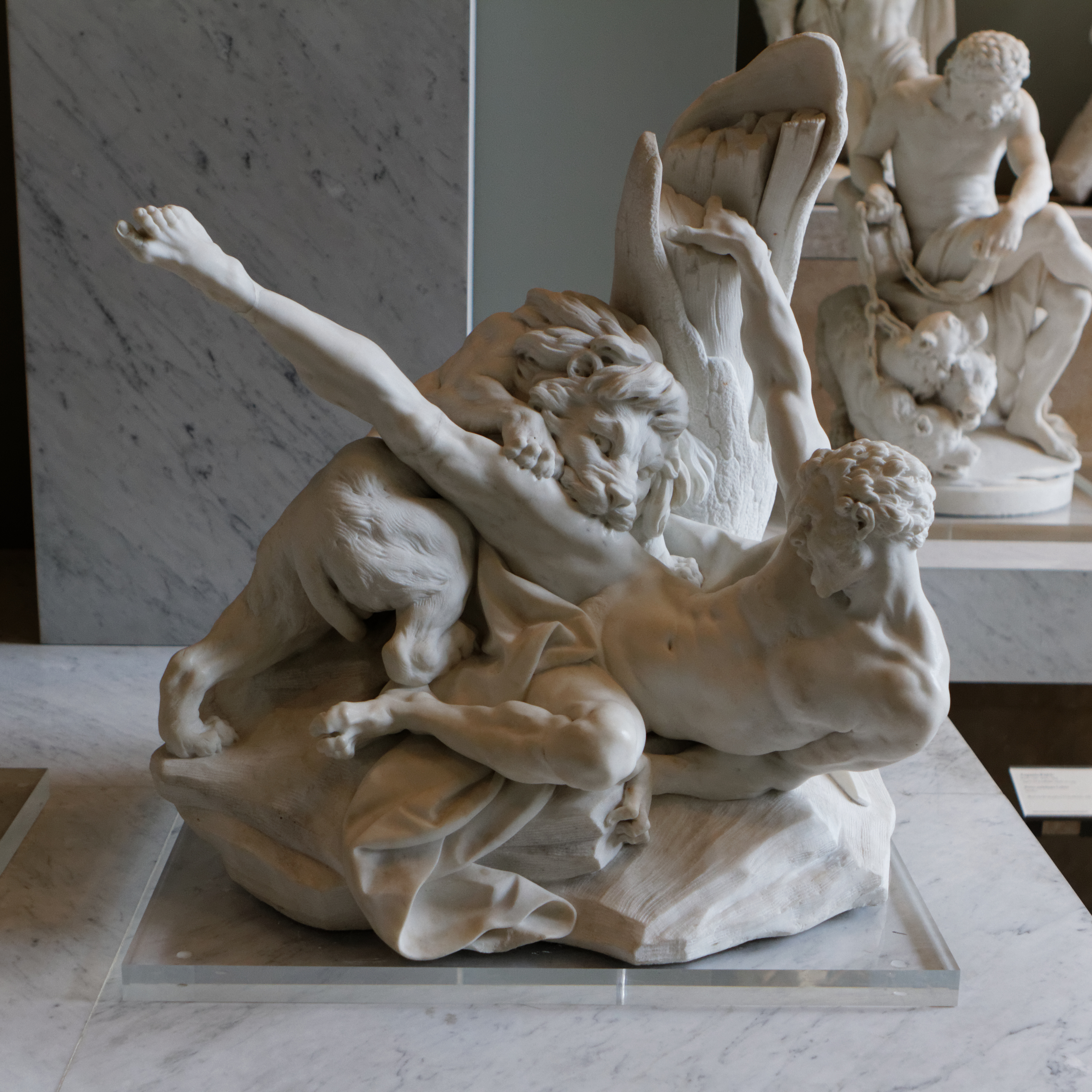
Милон Кротонский. 1754. Мрамор. Лувр, Париж

Этьен Морис Фальконе родился в скромной парижской семье столяра из Бюже и сначала учился столярному делу, затем обучался у своего дяди, мраморщика. Некоторые из его глиняных и деревянных фигур, изготовлением которых он занимался в свободное время, привлекли внимание придворного скульптора-портретиста Жана-Батиста Лемуана, который сделал его своим учеником.
В садах Версаля Этьен Морис изучал работы известных французских мастеров. В 1744 году за скульптурную группу «Милон Кротонский» был принят в Королевскую академию живописи и скульптуры; в 1754 году за выполнение этой группы в мраморе получил звание академика. В этом раннем произведении, как и в ряде других работ, Фальконе сохранил свойственную пластике барокко динамику и несколько театральную экспрессию, одновременно тяготея к классицистической ясности формы.
В работах, созданных по заказу мадам де Помпадур, фаворитки короля Людовика XV, Фальконе старался следовать господствовавшей при дворе моде на искусство рококо. Скульптуры «Музыка», «Грозящий Амур», «Купальщица», полные рокайльной изысканной грации, естественны и изящны без жеманства. В 1757 году Фальконе был назначен маркизой де Помпадур директором Севрской фарфоровой мануфактуры, для которой создал множество сразу вошедших в моду статуэток из бисквита (неглазурованного фарфора), изображающих мифологических персонажей и аллегорические фигуры.
«Севрские бисквиты» получили европейскую известность. Вначале Фальконе работал по рисункам Франсуа Буше, но затем стал использовать собственные модели. Он создал более семидесяти различных типов фигурок. В частности, 1750-х годах, Фальконе разработал модели бисквитных фарфоровых настольных фигурок «путти» (еnfants), символизирующих «Искусства», и призванных дополнить большой обеденный «королевский сервиз» (Servise du Roy).. Мода на подобные небольшие настольные скульптуры распространилась на большинство фарфоровых мануфактур Европы. Свои лучшие произведения во Франции, перед отъездом в 1766 году в Россию, Фальконе создал именно в бисквите. К ним относятся портрет мадам де Помпадур, парные статуэтки Амура и Психеи и знаменитая «Купальщица». Бисквит с его матовой мелкозернистой поверхностью давал замечательные возможности подражания античным мраморам, а детальная моделировка и мягкие контуры идеально соответствовали эстетике рококо. Фальконе сумел найти тонкую грань между рококо и неоклассицизмом именно в фарфоре. Спустя десятилетия после «периода Фальконе» на мануфактуре повторяли его модели.
Преклоняясь перед античным искусством, мастер, однако, никогда не воспринимал его как холодный и безжизненный канон. Образы сидящей девочки-подростка с розами у ног, юной девушки в античном хитоне с голубем в руках, ожившей Галатеи, перед которой склонился восхищённый Пигмалион, исполнены нежного элегического настроения, силуэты фигур плавны и изящны, легкие наклоны полны музыкальной грации. Дени Дидро в своих «Салонах» (критических обзорах парижских выставок) неоднократно восторженно отзывался о произведениях Фальконе, а скульптурную группу «Пигмалион и Галатея» назвал «драгоценной», уточняя: «Сама природа и грации отыскали позу для фигуры Галатеи». «Только природу, живую, одухотворенную, страстную должен воплощать скульптор в мраморе, в бронзе или в камне», — эти слова были девизом Фальконе. Дидро также писал, будто не замечая лёгкую стилизацию фигур в творениях Фальконе: «Правдивое, живое и верное подражание природе». Такова была эстетика эпохи Просвещения.
Подлинным шедевром мастера явилась скульптура «Зима», о которой также восторженно отозвался Дидро. Облик сидящей девушки, олицетворяющей зиму и прикрывающей плавно спадающими складками одеяния, как снежным покровом, цветы у ног, полон тихой мечтательной грусти. Аллюзией зимы являются знаки зодиака, изображённые по сторонам постамента, и чаша у ног «Зимы», расколовшаяся от замёрзшей воды. «Это, может быть, самая лучшая вещь, какую я мог сделать, и я смею думать, что она хороша», — писал Фальконе. Эту скульптуру, оставшуюся незаконченной после смерти в 1764 году заказчицы мадам Помпадур, Фальконе взял с собой, отправившись в Санкт-Петербург. Российская императрица Екатерина II согласилась к моменту приезда Фальконе в Россию приобрести скульптуру за счёт российской казны и все незаконченные работы из его мастерской. Скульптура будет завершена только через пять лет после приезда Фальконе в Россию, в 1771 году.
Сначала скульптуру решили поместить в Ботаническом саду. Но потом было решено отправить её в Гатчину, где «Зима» украшала дворец наследника Павла Петровича. В 1932 году из Гатчинского дворца-музея «Зима» была передана в Государственный Эрмитаж. Из-за плохих отношений, которые у Фальконе сложились с российским двором скульптор решил уехать в 1778 году, сначала в Голландию, погостить у друзей, а затем во Францию.
По возвращении Морис Этьен Фальконе был назначен ректором Королевской академии живописи и скульптуры. Он создал «Моисея» и «Давида» для церкви Святого Роха в Париже, а также скульптуры «Едоки винограда», «Урок игры на флейте», «Пигмалион», «Александр», «Меланхолия» и другие. В 1780 году в должности профессора академии его сменил Шарль-Антуан Бридан.

## Галерея

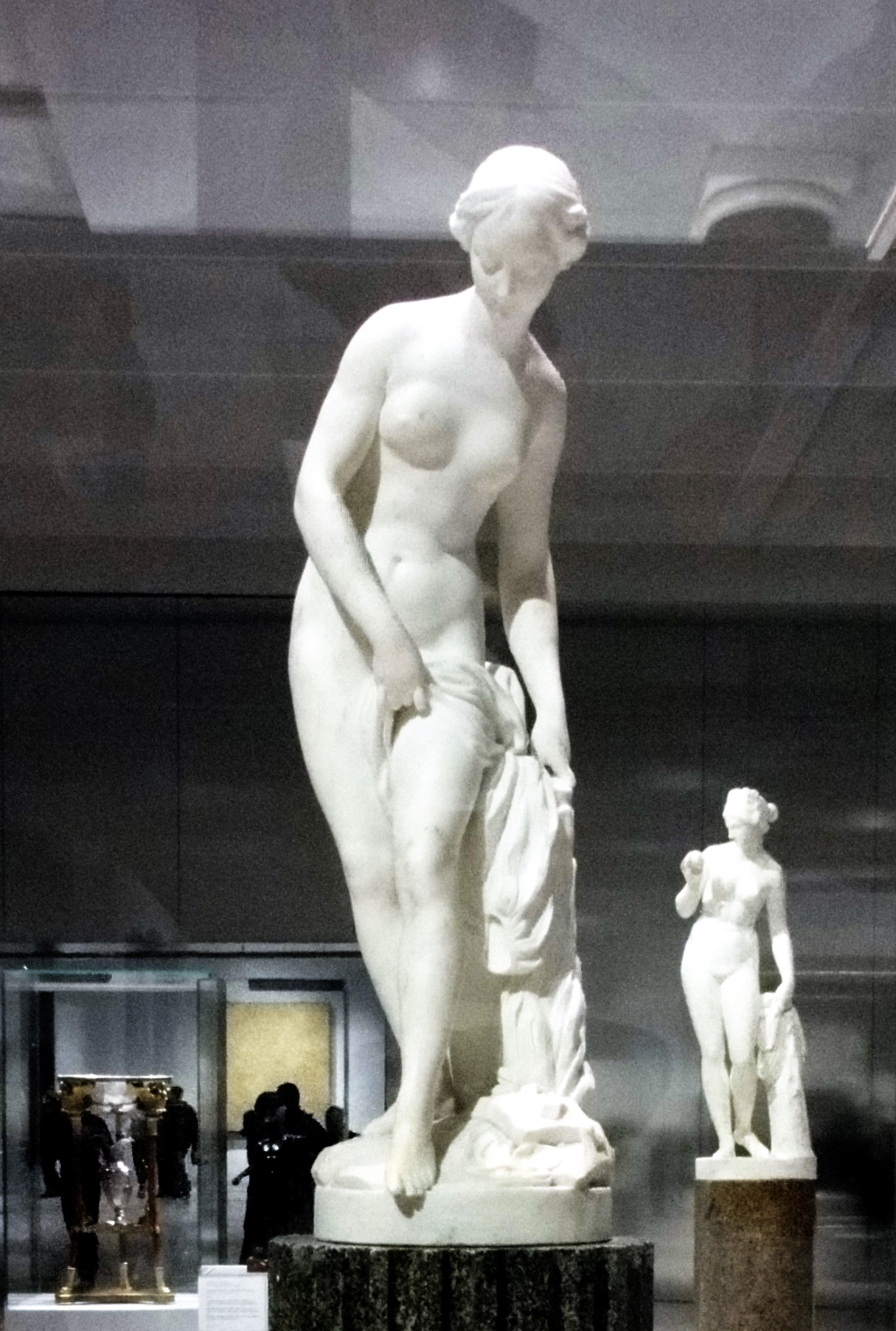
Купальщица. 1757. Мрамор. Лувр-Ланс, Париж
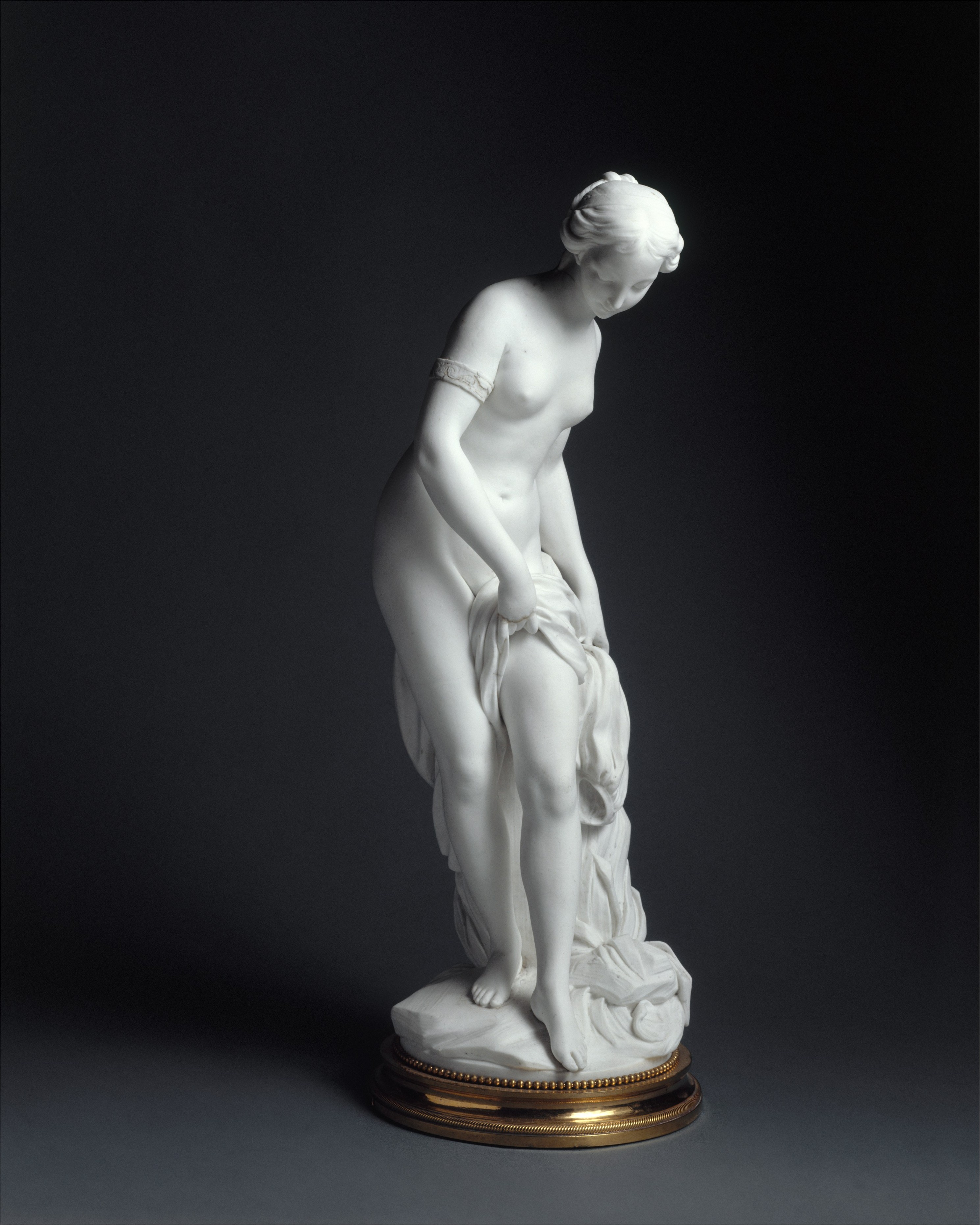
Купальщица. Бисквит. Севр. 1758-1766
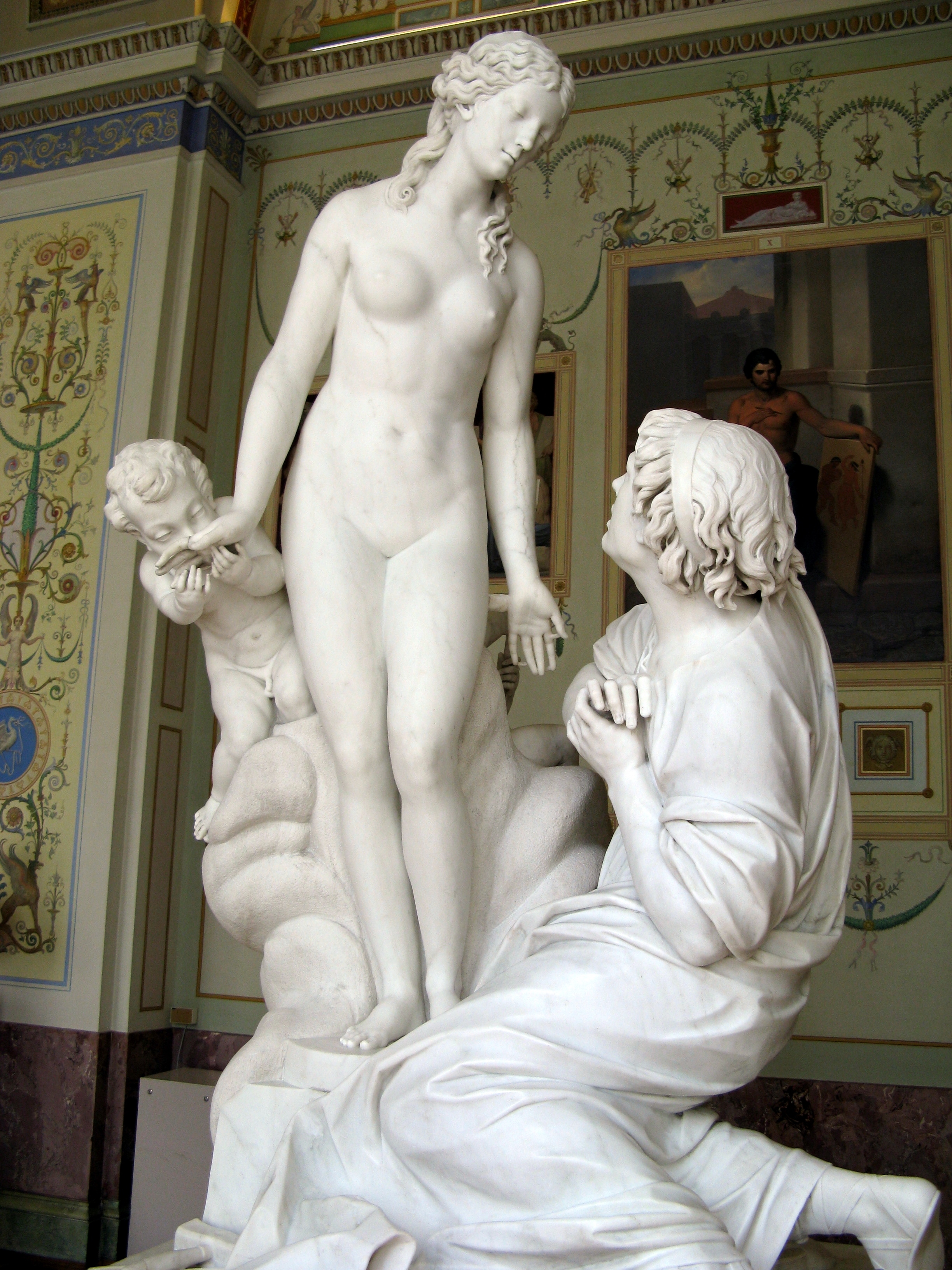
П. Ч. Стаджи. Пигмалион и Галатея (копия произведения Фальконе из Лувра). 1763. Мрамор. Государственный Эрмитаж, Санкт-Петербург
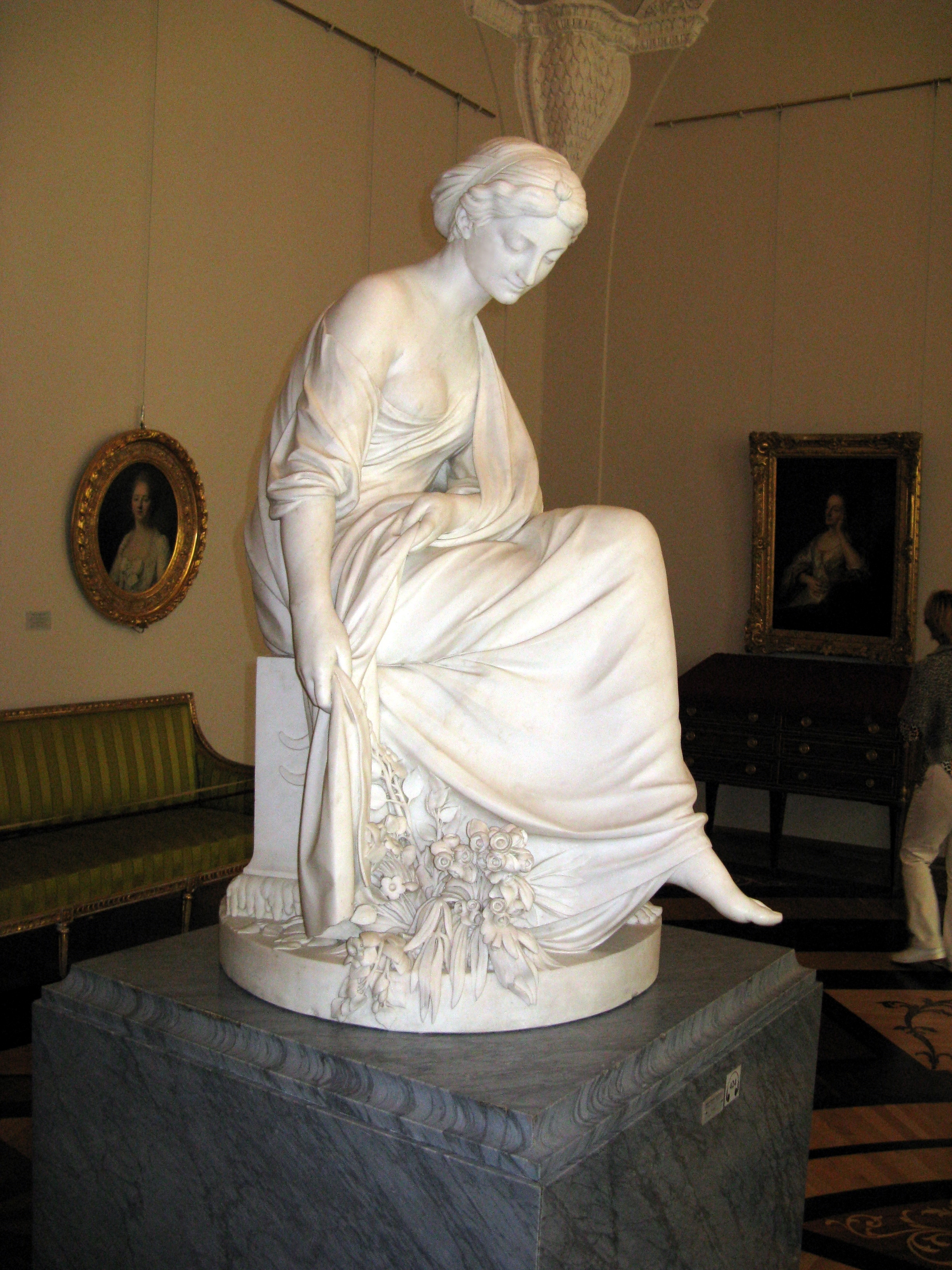
Зима. 1771. Мрамор. Государственный Эрмитаж, Санкт-Петербург
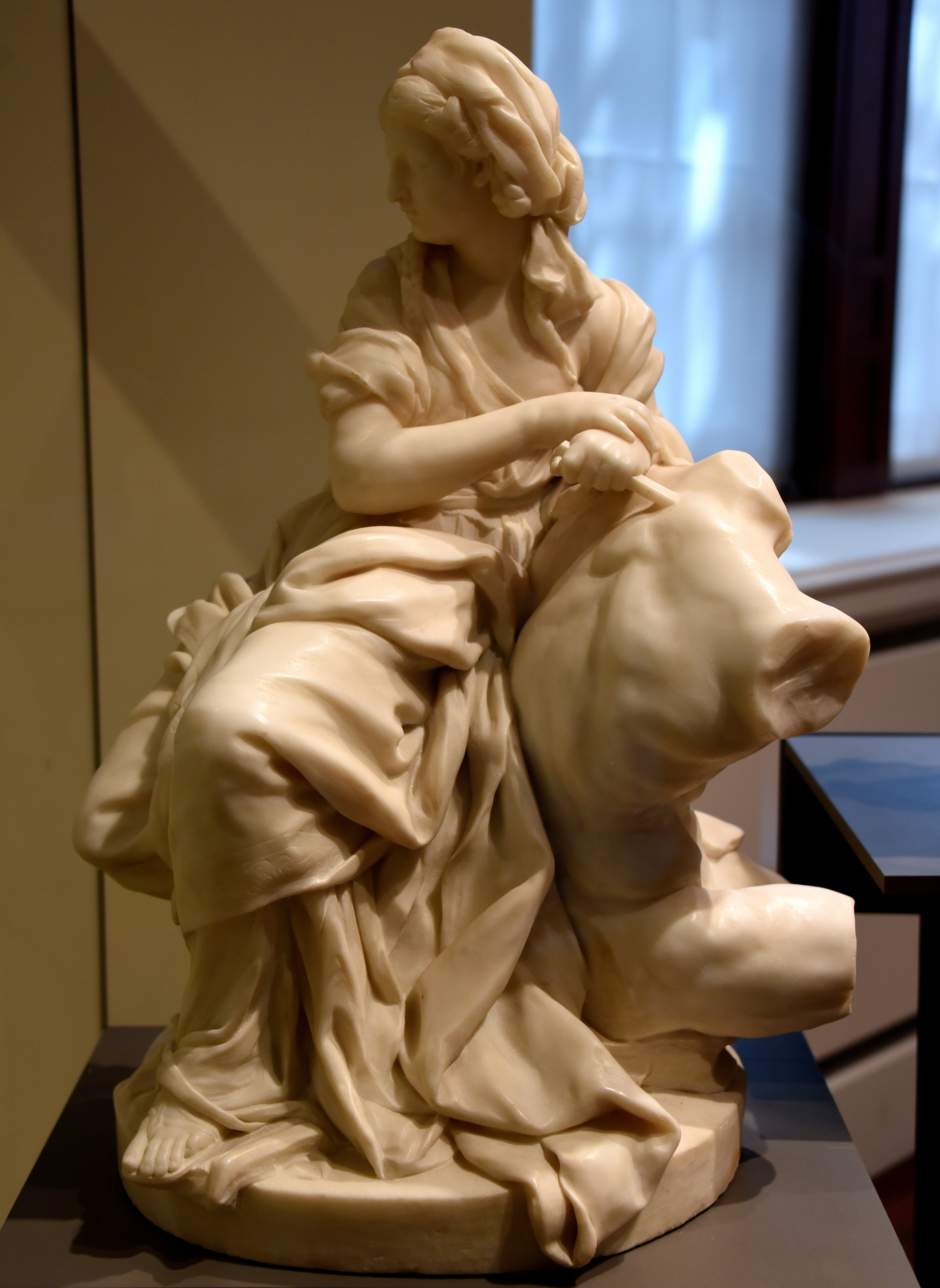
Аллегория скульптуры. 1746. Мрамор. Музей Виктории и Альберта, Лондон
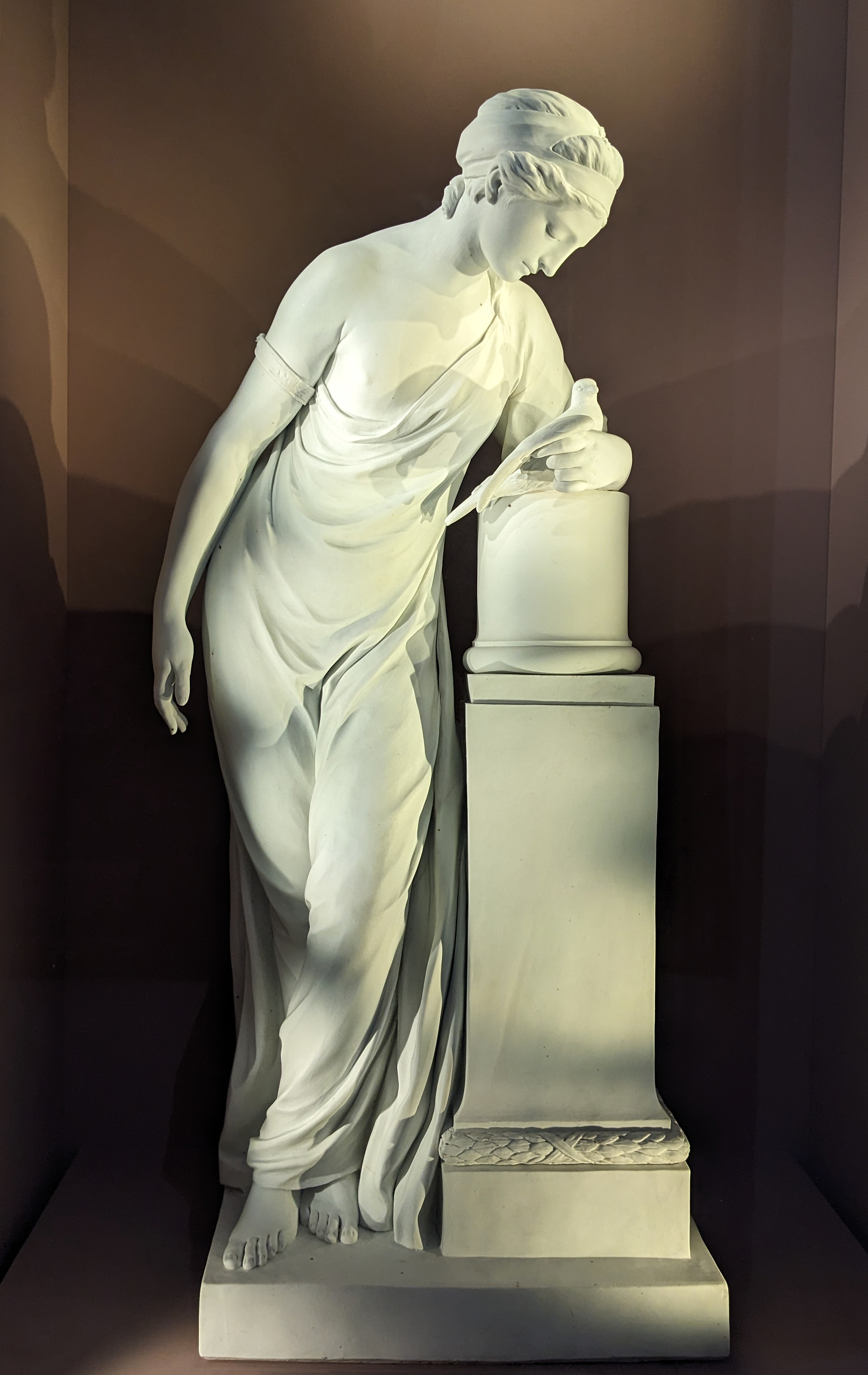
Меланхолия. 1774. Бисквит. Севр. Лувр, Париж
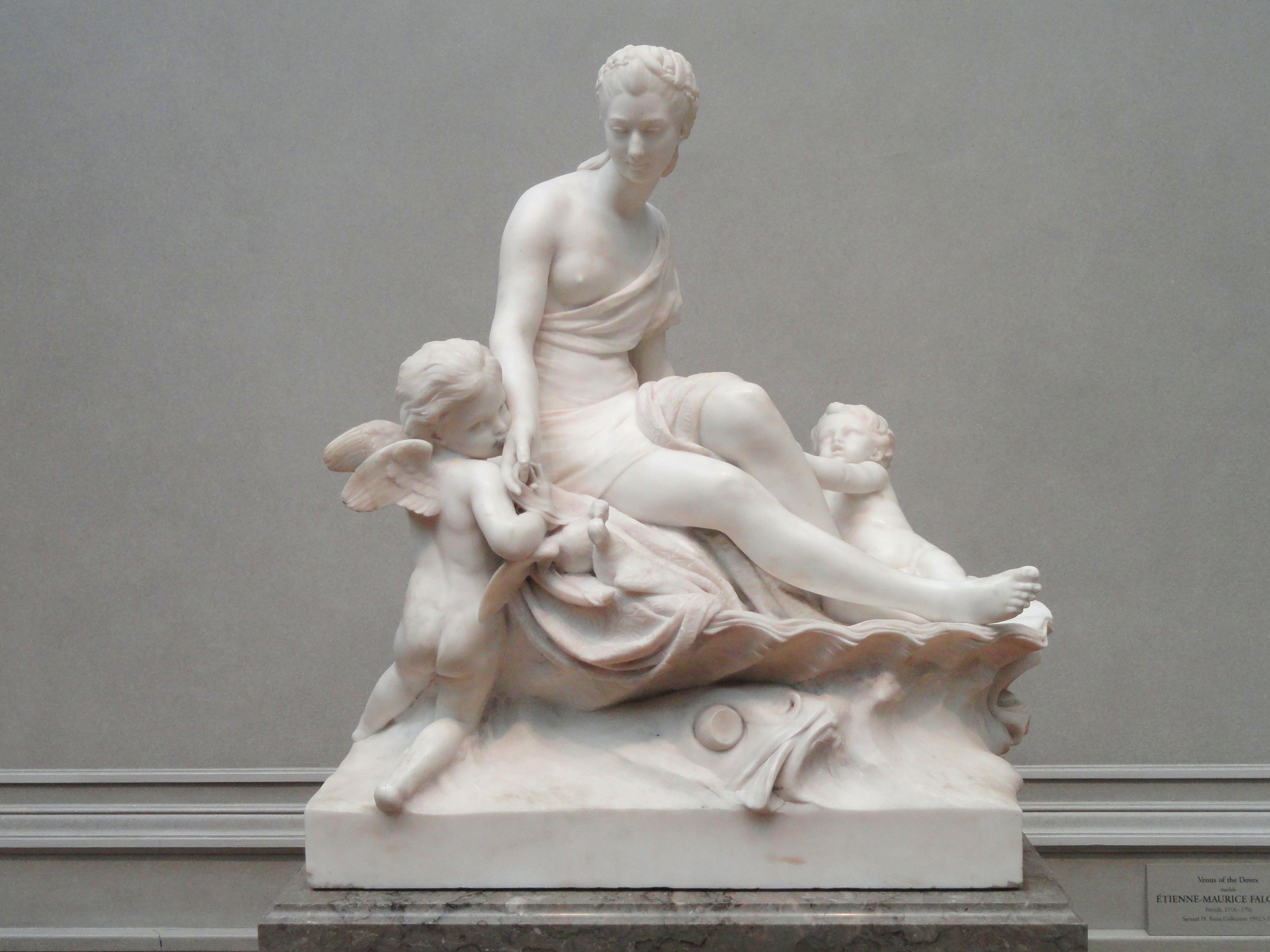
Венера голубей. 1740-е. Мрамор. Национальная галерея искусства, Вашингтон
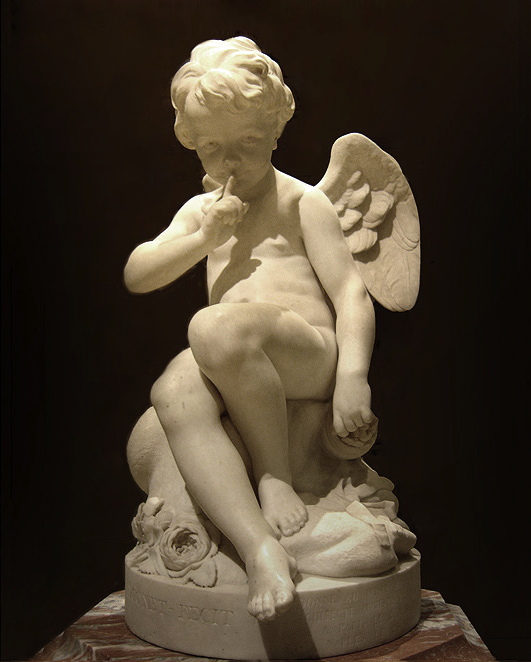
Грозящий Амур. 1755. Мрамор. Лувр, Париж
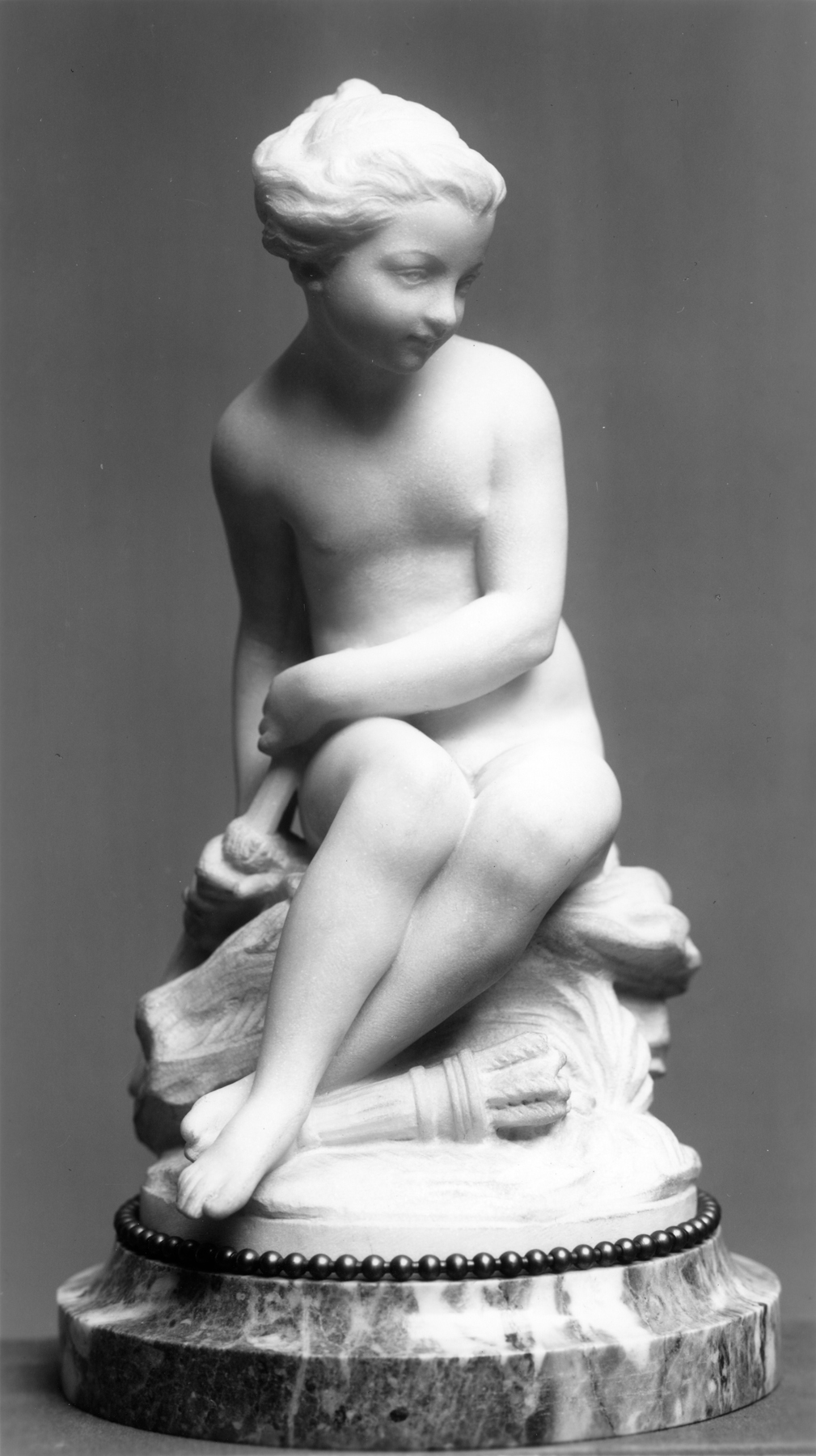
Психея. Мрамор. Художественный музей Уолтерса, Балтимор, США
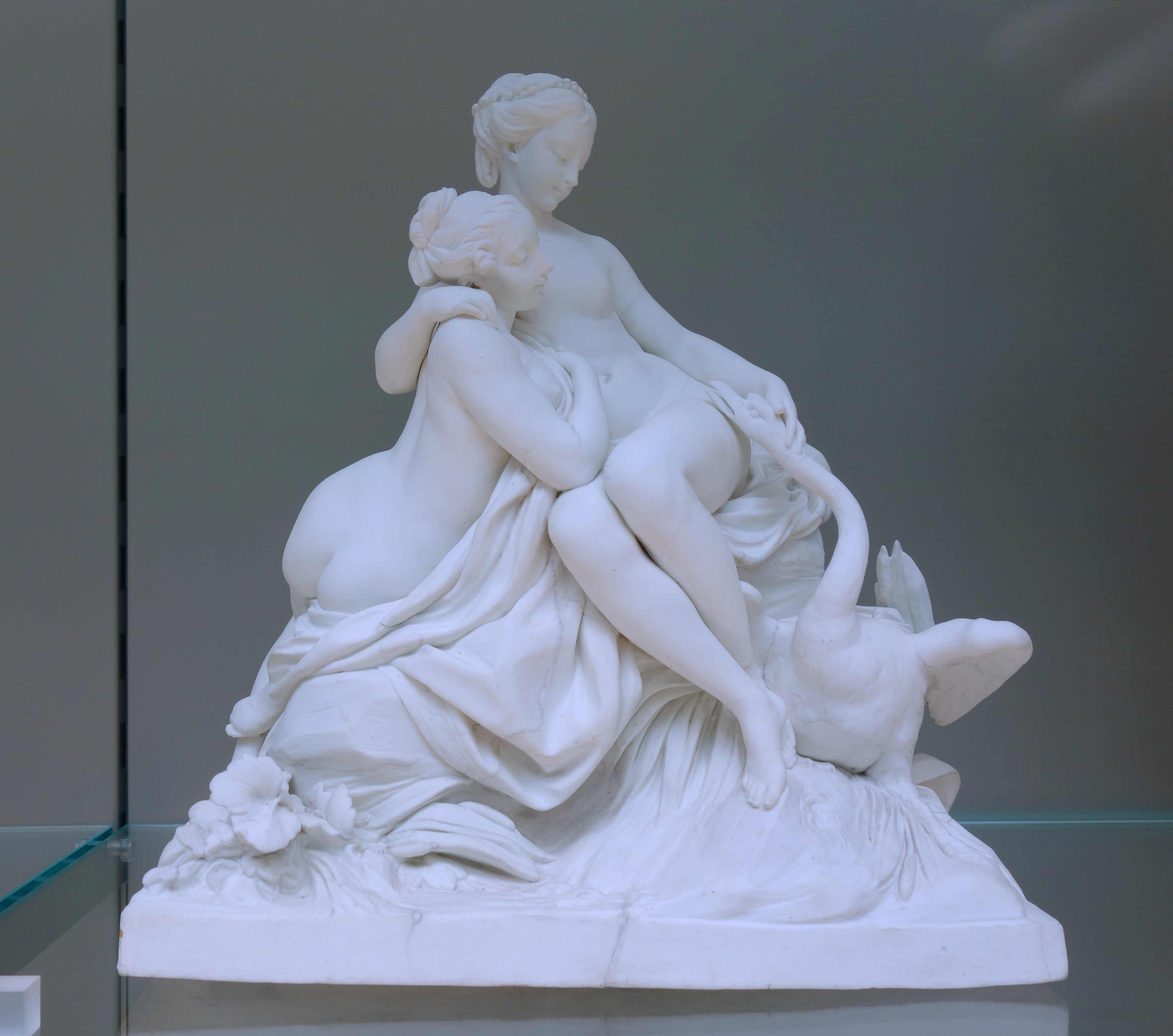
Леда и Лебедь. 1764-1766. Бисквит. Севр. Музей Виктории и Альберта, Лондон
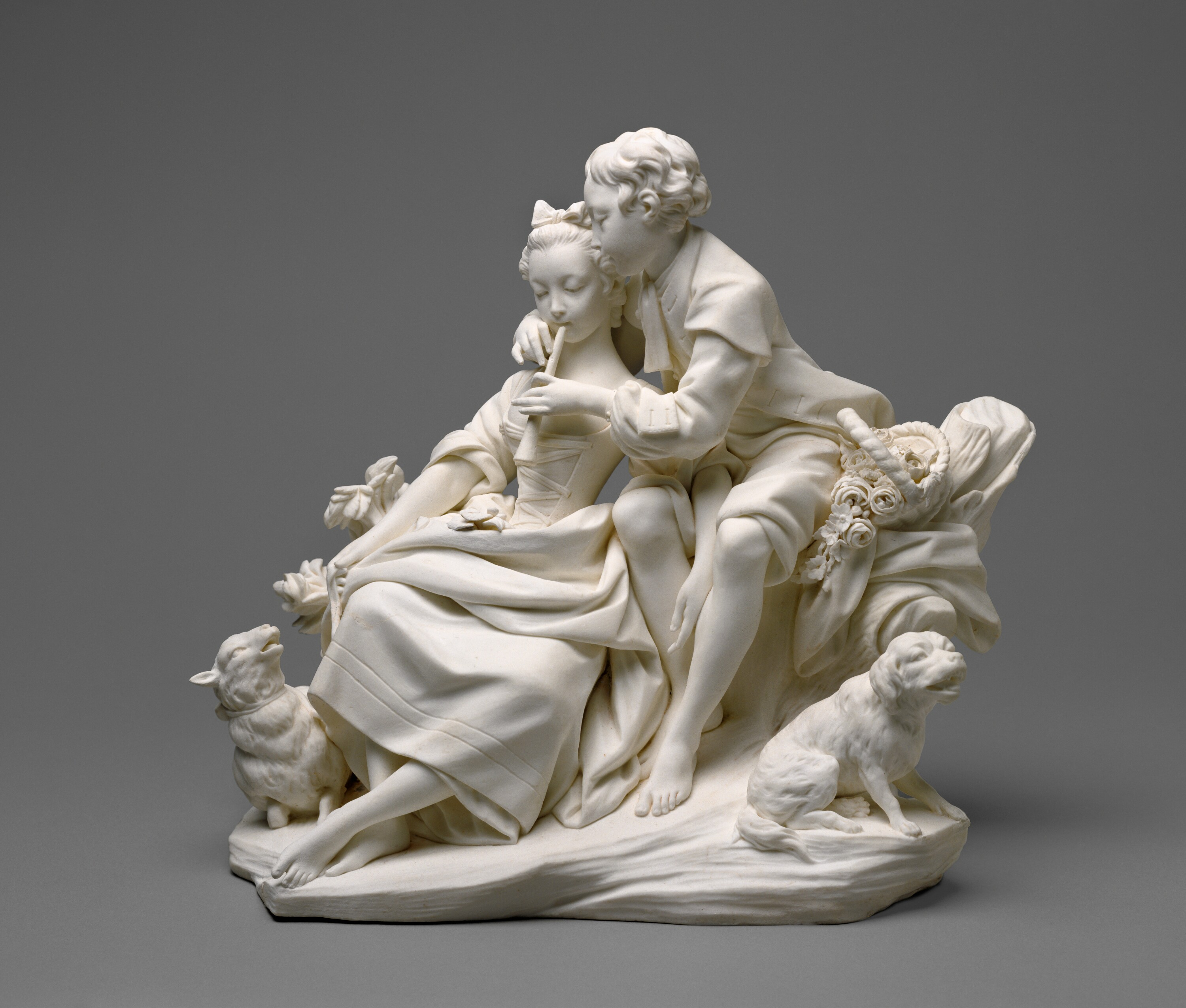
Урок игры на флейте. Между 1757 и 1766. Бисквит. Севр. Центр Гетти, Лос-Анджелес
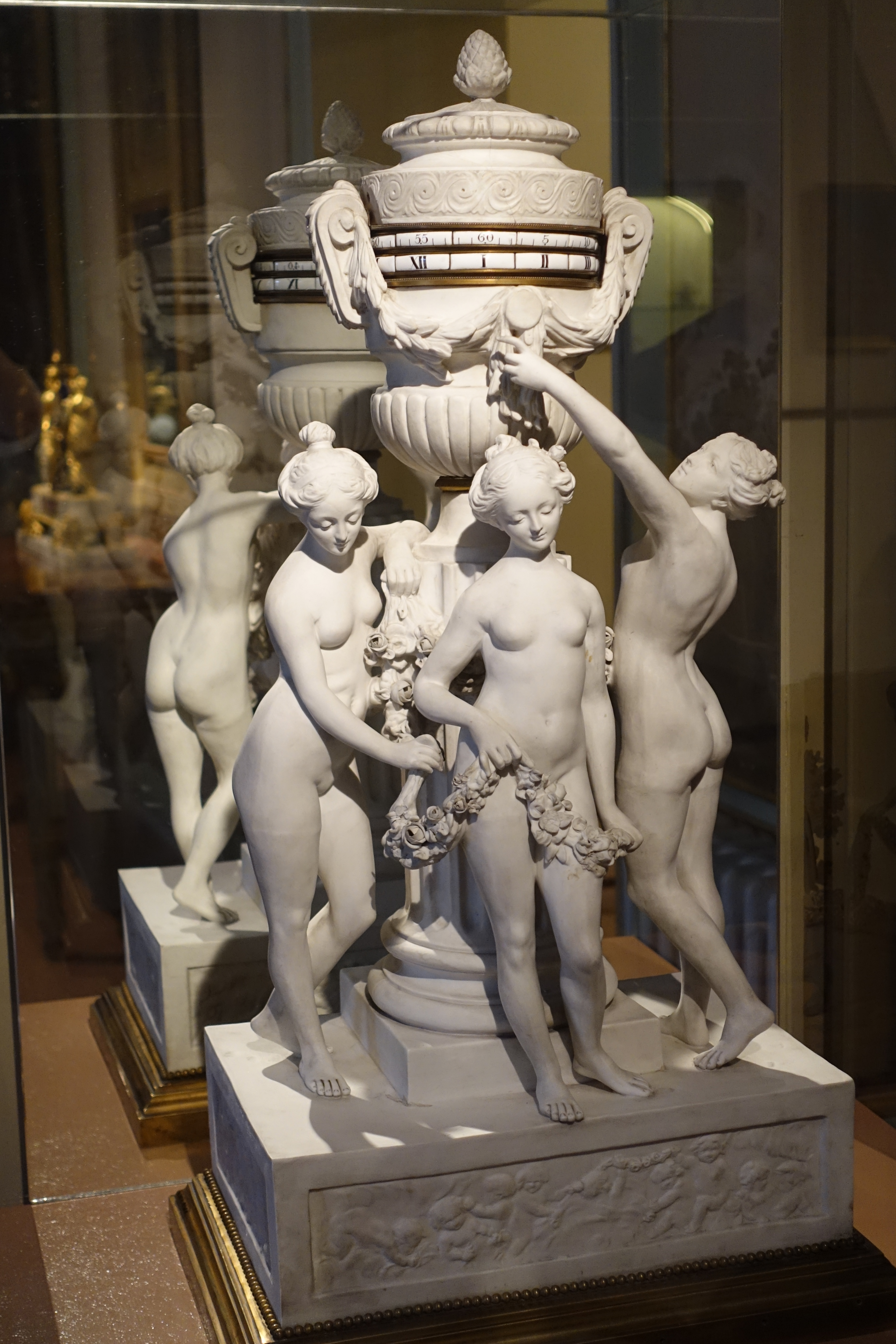
Урна часов «Три грации». До 1900. Бисквит. Севр. Национальный музей декоративного искусства, Мадрид

## Теоретические труды
Фальконе вошёл в историю и как теоретик искусства. В частности, он перевёл на французский язык отрывки из «Естественной истории» Плиния Старшего, касающиеся живописи и скульптуры, которые он дополнил своими наблюдениями, а также написал нескольких работ об искусстве античности и современных народов. Дидро поручил ему написать статью «Скульптура» для «Энциклопедии», выпущенную отдельно в 1761 году под названием «Размышления о скульптуре» (Réflexions sur la sculpture).
Труды Фальконе об искусстве (Oeuvres littéraires) были изданы в 1781—1782 годах в Лозанне в шести томах.
Фальконе опубликовал «Наблюдения о статуе Марка Аврелия» (Observations sur la statue de Marc-Aurèle). Это сочинение интерпретируется в качестве иконографической программы памятника Петру Великому. Его обширная переписка с Дидро, в которой он утверждал, что художник работает из внутренней необходимости, а не ради будущей славы, и с императрицей Екатериной Великой, многое раскрывает в его творчестве и убеждениях в искусстве.
В 1734 году Фальконе женился на Анне Сюзанне Мулен, дочери краснодеревщика. У них было четверо детей, из которых только Пьер Этьен (1741—1791) выжил и стал художником. Он воспроизводил многие произведения отца, иллюстрировал отцовскую статью в «Энциклопедии» Дидро, прежде чем уехал завершать образование в Англию, где он учился у Джошуа Рейнольдса. В 1773—1775 и 1776—1777 годах работал в Санкт-Петербурге.
После смерти Анны Сюзанны Мулен мы знаем о нескольких связях, в частности с ученицей, восемнадцатилетней Мари-Анн Колло. Она последовала за ним в Россию, а также в Голландию и заботилась о нём до его смерти. Перенесший паралич, помешавший ему поехать в Италию в 1783 году, Этьен Морис Фальконе умер в Париже 24 января 1791 года.

## Создание «Медного всадника»

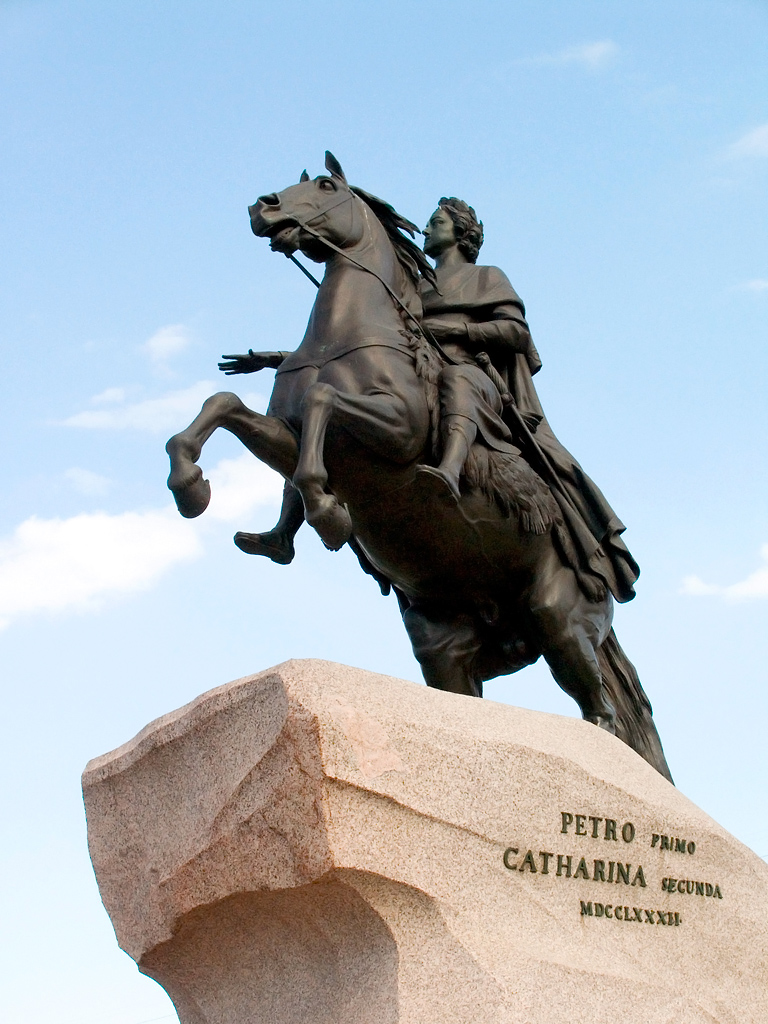
«Медный всадник»

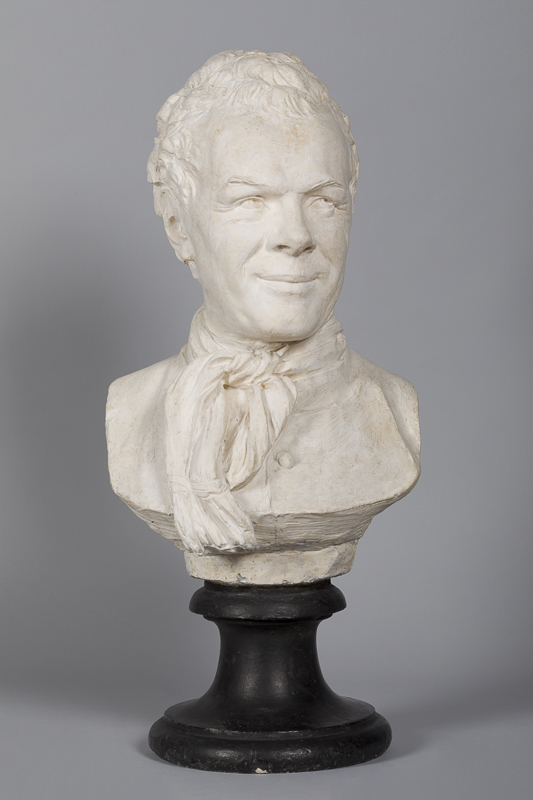
М.-А. Колло. Портрет Э. М. Фальконе. Ок. 1770. Мрамор. Музей изобразительного искусства, Нанси

Всю жизнь Фальконе мечтал о создании монументального произведения, — воплотить эту мечту ему удалось в России. В августе 1766 года русский посланник в Париже князь Дмитрий Голицын заключил контракт с Фальконе, рекомендованным Екатерине II Дени Дидро. Вскоре по прибытии Фальконе в Санкт-Петербург, работы по созданию монумента двинулись полным ходом. Эскиз из воска был сделан ещё в Париже, после приезда мастера в Россию в 1766 году началась работа над гипсовой моделью в натуральную величину. Мастерскую устроили в бывшем Тронном зале деревянного Зимнего дворца Елизаветы Петровны.
В начале 1773 года в помощь к Фальконе был назначен архитектор Фельтен: он должен был заменить уволенного от работ капитана де Ласкари, и, кроме того, к этому времени понадобился надзор профессионала-архитектора за изготовлением постамента и установкой памятника.
Отказавшись от аллегорического решения, предложенного ему в окружении Екатерины, Фальконе решил представить самого царя как «созидателя, законодателя и благодетеля своей страны», который «простирает десницу над объезжаемой им страной». Голову статуи он поручил моделировать своей ученице Мари Анн Колло, но впоследствии, по-видимому, внёс свои коррективы в образ, пытаясь выразить в лице Петра сочетание мысли и силы.
Особое величие монументу придают царственно гордая посадка Петра, повелительный жест руки, поворот вскинутой головы в лавровом венке, олицетворяющие сопротивление стихии и утверждение державной воли. Возвышаясь на постаменте из цельного камня, памятник выразительным силуэтом вырисовывается на фоне перспективы Петербурга. Выбитая на пьедестале лаконичная надпись «Petro primo Catharina secunda» («Петру Первому Екатерина Вторая») сделана по предложению Фальконе с редакцией самой Екатерины, изначально надпись выглядела как «Петру Первому от Екатерины Второй».
Отделку бронзы после отливки (которую делал пушечник Емельян Хайлов) в 1775 году Фальконе выполнял сам. Покинув Россию в 1778 году до установки монумента (торжественное открытие памятника было приурочено к двадцатилетию царствования Екатерины II 7 августа 1782 года), Фальконе уехал в Голландию и в 1781-м вернулся во Францию.

## Оценки творческого наследия
Фальконе был камерным скульптором, до работы в России у него не было опыта создания больших монументов, поэтому неудивительно, что на родине художника, во Франции, памятник Петру Великому посчитали неудачным произведением, непомерно увеличенной «настольной статуэткой камерного характера», слишком «картинной» и «напыщенной» в сравнении с привычными фарфоровыми статуэтками галантного жанра. К тому же критиковали Дидро за неправильный совет российской императрице по выбору автора монумента.
Однако и лёгкое очарование статуэток Фальконе со временем стало вызывать критику. Это нашло отражение в одиннадцатом издании Британской энциклопедии: «Его [Фальконе] художественные произведения характеризуются теми же недостатками, что и его сочинения, ибо, хотя они и демонстрируют значительную сообразительность и некоторую силу воображения, во многих случаях они демонстрируют ложный и фантастический вкус, результат, скорее всего, чрезмерного стремления к оригинальности».
В 2001/2002 годах Музей керамики в Севре организовал выставку произведений Фальконе для Севра 1757—1766 годов с подзаголовком «Искусство радовать» (l’art de plaire").

## Адреса в Санкт-Петербурге
- 1766—1778 — мастерская в доме П. П. Жако — Большая Морская улица, 11.

## В культуре
В 2019 году Василием Ливановым был снят художественный фильм «Медный всадник России», главную роль скульптора Этьена Фальконе исполнил актёр Евгений Редько.

## Публикации текстов
- Correspondance de Falconet avec Catherine II, 1767–1778 :  [фр.] / publiée avec un introduction et des notes par Louis Réau. — Paris : E. Champion, 1921. — XLIV, 274 p. — (Bibliothèque de l'Institut français de Petrograd ; t. VII). — OCLC 1042381759.
- Le pour et le contre : Correspondance polémique sur le respect de la postérité, Pline et les anciens auteurs, qui ont parlé de peinture et de sculpture :  [фр.] / Diderot et Falconet ; Introd. et notes de Yves Benot. — Paris : Les éd. français réunis, 1958. — 385 p., 4 p. ill.